# Greenfield (Ohio)
Greenfield è un villaggio degli Stati Uniti d'America, situato nello stato dell'Ohio, diviso tra la contea di Highland e la contea di Ross.